# Francesco Bigazzi
Francesco Bigazzi (Pontassieve, 11 luglio 1943) è un giornalista e scrittore italiano.

## Biografia
Nella sua lunga carriera di giornalista, Francesco Bigazzi è stato ricercatore per conto del CNR (Consiglio Nazionale delle Ricerche) presso l'Accademia polacca delle scienze nel 1973, l'Accademia ungherese delle Scienze nel 1974 e l'Accademia delle Scienze dell'URSS nel 1976.
Dopo una iniziale carriera nel mondo del giornalismo, il primo incarico di rilievo è stato a capo dell'ufficio dell'agenzia di stampa italiana ANSA in Polonia dal 1980 al 1985, quindi capo dell'ufficio ANSA a Mosca dal 1985 al 1991. Dal 1990 al 1996 è stato corrispondente del quotidiano italiano Il Giorno per la Russia e l'Europa dell'Est, quindi, fino ad oggi, corrispondente del settimanale Panorama. Ha svolto inoltre l'attività di consulente editoriale per la casa editrice Mondadori in Russia e nell'Europa dell'Est.
Nominato il 15 ottobre 2002 collaboratore esterno della commissione parlamentare di inchiesta concernente il "Dossier Mitrochin" e l'attività d'intelligence Italiana.
Dal 2004 al 2009, è stato addetto stampa e cultura del Consolato Generale della Repubblica Italiana a San Pietroburgo. Negli stessi anni, ha realizzato una serie di mostre, collaborando con la Fondazione Palazzo Strozzi di Firenze e i principali musei di Mosca e di San Pietroburgo.
Dal 2012 alla guida dell'Associazione Amici del Museo Ermitage (Italia), Bigazzi ha promosso una serie di mostre. Tra queste "L'Avanguardia Russa. La Siberia e l'Oriente", aperta a Firenze nel 2013. Quindi nel 2015 la personale dello scultore russo Dashi Namdakov, "Trasformazione", presso l'Accademia delle Arti del Disegno di Firenze. In seguito Francesco Bigazzi e Dashi Namdakov sono stati nominati Accademici Onorari dell'Accademia delle Arti del Disegno di Firenze, fondata da Michelangelo nel 1563.

## Pubblicazioni
- Francesco Bigazzi Dario Fertilio "Il Piano solo", Polistampa 2024;
- Robert Ljudvigovic Bartini. Le fantastiche avventure del Barone Rosso, Licosia Edizioni, 2023;
- Vita di Kim Philby, La Talpa. Intervista a Rufina Puchova, Leonardo Libri Srl 2023;
- Attentato a papa Wojtyla. La Pista Bulgara, Licosia Edizioni, 2023
- Bugie di guerra. La disinformazione Russa dall'Unione Sovietica all'Ucraina, Francesco Bigazzi, Dario Fertilio, Sergio Germani, Paesi Edizioni Srl, 2022;
- Fabbricare le menzogne. La disinformazione in Italia tra guerra fredda e pandemia, Francesco Bigazzi e Dario Fertilio, Licosia Edizioni 2022;
- lI Dottor Zhivago il giallo letterario del Novecento, Mauro Pagliai Editore, Polistampa Firenze 2021;
- Berlinguer e il Diavolo (con Darico Fertilio), Paesi Edizioni Srl, Roma 2020;
- Testimone a Chernobyl. La catastrofe che sconvolse l'URSS, Mauro Pagliai Editore, Polistampa Firenze 2020;
- Guerra in Cecenia. Diario del rapimento di Mauro Galligani, Mauro Pagliai Editore, Polistampa Firenze 2019;
- Patriarca Kirill. La missione dei cristiani nel mondo, Mauro Pagliai Editore, Polistampa Firenze 2018;
- Il primo Gulag. Le isole Solovki, Polistampa, Firenze 2017;
- Il viaggio di Falcone a Mosca (con Valentin Stepankov), Mondadori, Milano 2015;
- Lenin, Stalin, Togliatti. La dissoluzione del socialismo Italiano (con Giancarlo Lehner), Mondadori, Milano 2014;
- Гид - Каталог Вся Италия 2012, Viva Italia! Клуб путешественников 2012;
- Le eccellenze del made in Italy in Russia, Indagine esplorativa sui gusti e le tendenze del consumatore russo, Società Italia s.a.s., 2010;
- Varlam Shalamov: alcune mie vite (con Irina Sirotinskaja e Sergio Rapetti), Mondadori, Milano 2010;
- Carnefici e vittime, i crimini del PCI in Unione Sovietica, (con Giancarlo Lehner), Mondadori, Milano 2006;
- Storie di uomini giusti nel Gulag, Introduzione di Gabriele Nissim, (Battista, Bigazzi, Bonner Sacharova, Boyanov, Cataluccio, Chodorovic, Cukovskaja, Daniel', Dundevich, Ginzburg, Gnocchi, Gorbanevskaja, Guaita, Kovaliov, Kuciukian, Mal'cev, Manukyan, Nissim, Rapetti, Razumov, Roginskij, Sirotinskaja, Smyrov, Strada, Struve, Tolàc, Virabyan), Bruno Mondatore Editore, Milano 2004;
- Gli ultimi 28, la storia incredibile dei prigionieri di guerra italiani dimenticati in Russia, Francesco Bigazzi, Evghenij Zhirnov, Mondadori, Milano 2002;
- P.C.I. La storia dimenticata, Sergio Bertelli, Francesco Bigazzi, Mondadori, Milano 2001;
- La tragedia dei comunisti italiani, le vittime del PCI in Unione Sovietica, (con Giancarlo Lehner), Mondadori, Milano 2001;
- "Oro da Mosca, I finanziamenti sovietici al PCI dalla Rivoluzione d'Ottobre al crollo dell'URSS", (con Valerio Riva), Mondadori, Milano 1999;
- Tempi dell'Est del fotografo Mauro Galligani (Francesco Bigazzi, Testi ed Introduzione), Silvana Editoriale, Milano 1999; *"Joseph Goebbels DIARIO 1938" (Prefazione e rinvenimento diario), Mondadori, Milano 1994;
- Il tragico Don, l'odissea dei prigionieri italiani nei documenti russi, Vladimir Galitzki (a cura di Francesco Bigazzi, introduzione di Piero Ostellino), SugarCoEdizioni, Roma 1993;
- La segretaria di Togliatti. Memorie di Nina Bocenina (con Sergio Bertelli), Ponte Alle Grazie, Firenze 1993;
- Dialoghi del terrore (con Giancarlo Lehner), Ponte Alle Grazie, Firenze 1991;
- Stanislaw Ignacy Witkiewicz Introduzione alla teoria della Forma Pura nel Teatro e altri saggi di teoria e critica (a cura di Francesco Bigazzi, Anna Maria Kozarzewska e Pietro de Marzo), Bulzoni Editore, Roma 1988;
- Dossier Solidarnosc (prefazione Giorgio Benvenuto), Karta Editore, Firenze 1983;
- Il fronte del dissenso polacco, testimonianze, saggi, documenti clandestini per la prima volta pubblicati in Italia, prefazione di Paolo Flores d'Arcais, Consulente generale Francesco Bigazzi, Syntesis Press, 1979;
- Wojtyla: dalla Polonia all'Europa. Testimoniare con coraggio il primato dell'uomo (note di Luciano Martini e Giorgio Zizola) Syntesis Press, Milano 1979;
- Saggi, Cesare Merlini: La sinistra in Europa: prospettive di sfida, Sandro Petriccione: La "Nota aggiuntiva" e l'ideologia economica del centro-sinistra, Francesco Bigazzi: Integrazione economica socialista e relazioni commerciali Est-Ovest in Europa, Estratto da Prospettive Settanta, Guida Editori, 1979;
- Saggi, Sviluppi nella concezione socialista del diritto internazionale. Cedam, Padova, 1978;
- Saggi, Il problema della libertà religiosa visto dai paesi dell'Europa orientale da Helsinki a Belgrado. Cedam, Padova, 1977;
- Saggi, Il problema della libertà religiosa nei paesi dell'Europa orientale. Cedam, Padova, 1977;
- Parametri di poesia volume IV (con Vittorio de Asmundis e Francesco Mannoni), Forum Editoriale Milano, 1976;
- Saggi, Luciano Martini, La chiesa cattolica nella realtà socialista: note sull'esperienza polacca. Testimonianze Francesco Bigazzi. Regione Toscana. Quaderni mensili - Anno XVII - Settembre 1974 - N. 168.

### Libri d'arte
- Andrey Esionov "Strangers", Catalogo della mostra. Il Cigno Arte; 2024;
- Yulia Nesis Rotolacampo, Accademia delle Arti del Disegno 118, Catalogo della mostra, Responsabile del progetto, testo in italiano, Polistampa 2023;
- Percorsi della fede. L'arte di 7 Andrey Esionov in chiese di Roma, Il Cigno GG Edizioni Roma 2023, (Edizione in inglese, russo e italiano);
- Yuri Kuper Sfumato, Accademia delle Arti del Disegno 110, Catalogo della mostra, Responsabile del progetto, testo in italiano e russo, Polistampa 2020;
- Realismo visionario gli acquarelli di Andrey Esionov, a cura di Marco Di Capua, Catalogo della mostra, Responsabile del progetto, testo in italiano, inglese e russo, Il Cigno GG Edizioni Roma 2019;
- Tattoo. Storie sulla pelle, a cura di Luca Beatrice e Alessandra Castellani, (Prestatore foto Sergei Vasiliev), Silvana Editoriale Milano 2019;
- Andrey Esionov Neo-Nomadi e Autoctoni acquerelli, Accademia delle Arti del Disegno 107, Catalogo della mostra, Responsabile del progetto, testo in italiano, inglese e russo, Polistampa 2019;
- Tattoo L'arte sulla pelle, Luca Beatrice e Alessandra Castellani, (Prestatore foto Sergei Vasiliev), Silvana Editoriale Milano 2018;
- Art awakens the soul (L'arte risveglia l'anima), a cura di Cristina Bucci, Coordinamento organizzativo Francesco Bigazzi, testo in italiano, inglese e russo, Polistampa 2017;
- Liberatore, Un itinerario russo, Bruno Liberatore: uno scultore itinerante Francesco Bigazzi, testo in italiano e russo, Skira 2013;
- San Francesco nel cuore dei russi, Catalogo della mostra, Coordinatori del progetto: Francesco Bigazzi, Aleksandr Klestov, testo in italiano e russo, Slavia San Pietroburgo 2008;
- Bruno Liberatore, da Castel Sant'Angelo all'Ermitage (Coordinatore Generale), Slavia Editore, San Pietroburgo 2008, (Edizione in russo, italiano e inglese);
- Otium Ludens, Stabiae – at the heart of the Roman Empire, (Comitato Organizzatore) Nicola Lombardi Editore, Castellamare di Stabia 2007 (Edizione in inglese e russo);
- Микеланджело Скульптор, Editore Federico Motta, Milano 2007;
- Argenti (Coordinatore del progetto), Slavia Editore, San Pietroburgo 2004 (Edizione in russo, inglese e italiano);
- Kremli. Tverdyni russkoy zemli, Francesco Bigazzi, Mauro Galligani, Mondadori Electa Spa, Milano. Олма-Пресс 2004 (Edizione in russo);
- Segni della Santa Russia, Icone della collezione di Francesco Bigazzi, Catalogo delle mostra, Tatjana Vilimbachova, testo in italiano, inglese e russo, Leonardo International, Milano 2003;
- The Hermitage, Great Collections of a Great Museum, (Coordinatore del progetto), Slavia Editore, San Pietroburgo 2003, (Edizione in inglese, russo e italiano);
- Scuola Internazionale e Laboratorio di Restauro di Icone Russe, Museo delle Icone Russe, Collezione F. Bigazzi, Agripeccioli, 2002;
- Le porcellane russe, (Coordinatore del progetto), Slavia Editore, San Pietroburgo 2002 (Edizione in russo, italiano e inglese);
- Oro, Il mistero dei Sarmati e degli Sciti, (Coordinatore per la Russia), Electa/Metropolitan Museum of Art, Milano 2001 (Edizione in italiano e inglese;
- I cento capolavori dell'Ermitage, Impressionisti e Avanguardie alle Scuderie Papali al Quirinale, (Coordinatore), Electa, Milano 1999;
- Igor Kamenev, pitture e disegni, (Coordinatore Generale), Leonardo Periodici, Milano 1997 (Edizione in russo e inglese);
- Da Monet a Picasso, capolavori impressionisti e postimpressionisti dal Museo Pushkin di Mosca, (Consulenza Generale), Electa, Milano 1996;
- Il Tesoro di Troia, (Consulente generale), Electa, Milano 1994 (Edizione in 6 lingue);
- Nel 2004, insieme a Mauro Galligani, fotografo italiano, ha realizzato il volume I Cremlini. Roccaforti della terra russa, edito da Mondadori e, nella versione russa, dalla Casa Editrice Russa Olma Press.

## Film documentari
- Togliatti tra Stalin e Khrushchev, Rai 2, 03/06/1989, Durata: 58';

## Collezioni
Nel corso della lunga permanenza in Russia, Bigazzi si è dedicato allo studio delle icone. La collezione è oggi il cuore del Museo di Icone Russe "F. Bigazzi", aperto nell'antico Palazzo Pretorio di Peccioli. Il museo svolge anche attività didattica sui temi del restauro e della conservazione delle icone. Tra gli insegnanti, specialisti dell'Ermitage e del Museo di Stato Russo.
Accanto all'arte sacra, Bigazzi ha raccolto negli anni una collezione di opere dell'Avanguardia russa e del Realismo Socialista sovietico, dal 1920 al 1980. Alcune opere della sua collezione sono state presentate al pubblico nel 2007 in occasione della mostra Epoca Sovietica, presso il Museo dell'Accademia di Belle Arti di San Pietroburgo.

## Premi e riconoscimenti
- Premio Letterario Nazionale "Nuovo Friuli" con Sezione per l'anno internazionale della donna (Udine, 27 settembre 1975) Menzione speciale all'opera concorrente, per la sezione lirica inedita.
- Premio internazionale di Trento per il giornalismo e la comunicazione (10 maggio 1987) per la sezione servizi dall'estero: Francesco Bigazzi, Ansa, Ennio Caretto, La Stampa, Vittorio Zucconi, la Repubblica.[3]